# 多尔夫·谢伊斯
多尔夫·谢伊斯（英語：Dolph Schayes，1928年5月19日—2015年12月10日），美国篮球运动员、教练，场上位置中锋，NBA50大巨星、 奈史密斯籃球名人堂一員。
谢伊斯毕业于纽约大学，1948年进入NBA，效力于锡拉库扎民族队，直到1964年退役。他以双手均能熟练投篮著称，曾12次入选NBA全明星赛，并率队于1955年拿到NBA总冠军。退役之时，他保持着NBA最多上场和最多得分两项纪录。退役之后，谢伊斯还曾于1966年获得NBA年度最佳教练称号。值得一提的是，谢伊斯是NBA中不多的犹太人巨星之一。